# Världsmästerskapet i fotboll 2020 (Conifa)
Världsmästerskapet i fotboll 2020 (Conifa) är tänkt som den tredje säsongen av Världsmästerskapet i fotboll för stater, minoriteter, statslösa människor och regioner som inte är anslutna till Fifa. Turneringen skulle spelas i Skopje (Nordmakedonien), då Conifa inte kräver att värdnation arrangerar turneringen inom sina gränser.
Senare meddelades att turneringen inte äger rum och ställs in på grund av coronaviruspandemin.

## Kvalificerade nationer
- Cascadia
- Chagosöarna
- Darfur
- Förenade Koreaner i Japan
- Kabylien
- Kárpátalja
- Cornwall
- Kurdistan (ersatte Västsahara)
- Jersey
- Mapuche
- Mariya
- Matabeleland
- Panjab
- Sydossetien
- Tamil Eelam
- Västarmenien
- Västsahara (utgick)